# Жихарево (станция)
Жи́харево — железнодорожная станция Санкт-Петербургского отделения Октябрьской железной дороги. Расположена в Кировском районе Ленинградской области в посёлке Назия.

## Описание
Станция промежуточная, 4 класса. Имеет 8 путей (I, II, 3 и 4 пути — приёмо-отправочные; 6 и 8 — приёмо-отправочные для грузовых поездов; 5 и 10 — погрузо-выгрузочные). Все пути, за исключением 5 и 10, электрифицированы.
На станции Жихарево заканчивается Санкт-Петербургское отделение Октябрьской железной дороги. Следующий остановочный пункт Плитняки относится к Волховстроевскому отделению.